# NGC 2585
NGC 2585 is een spiraalvormig sterrenstelsel in het sterrenbeeld Waterslang. Het hemelobject werd in 1886 ontdekt door de Amerikaanse astronoom Frank Muller.

## Synoniemen
- MCG -1-22-10
- IRAS08209-0445
- PGC 23537